# Oscar Levant
Oscar Levant (født 27. december 1906 i Pittsburgh, Pennsylvania, USA, død 14. august 1972 i Beverly Hills, Los Angeles, Californien, USA) var en amerikansk pianist og filmskuespiller.
Efter sin musikuddannelse filmdebuterede han i 1929. Han samarbejdede med George Gershwin i 1930'erne og blev kendt som tolker af dennes musik. Han havde filmroller i bl.a. An American in Paris (En amerikaner i Paris, 1951) og The Band Wagon (Let på tå, 1953), derefter gjorde han karriere som vittig og neurotisk fjernsynspersonlighed.